# プラン・ダムール〜愛がいっぱい〜
『プラン・ダムール〜愛がいっぱい〜』は、飯田圭織の4thアルバム。2005年12月21日にアップフロントワークス（地中海/zetimaレーベル）から発売された。

## 収録曲
1. Bloom
作詞：佐藤純子　作曲：山田直毅　編曲：信田かずお
2. 桜の花が咲く頃
作詞：佐藤純子　作曲・編曲：小西貴雄
3. 同じ場所で
作詞：園田凌士　作曲：安部純　編曲：前野知常
4. Souvenir～スーヴェニール～
作詞：BULGE　作曲：三朝憲一　編曲：たいせい
5. IRRESISTIBLEMENT～あなたのとりこ～ （原曲:シルヴィ・ヴァルタン）
編曲：たいせい
6. LA NOTTE DELL'ADDIO～別れの夜～ （原曲:La notte dell'addio）
編曲：前野知常
7. ユリーカの風
作詞：BULGE　作曲：千葉純治・石塚裕美　編曲：前野知常
8. ひらひらと
作詞：山田太一　作曲：芹沢和則　編曲：信田かずお
9. 未来予報
作詞・作曲：BULGE　編曲：前野知常
10. 愛のコトバ
作詞：牧穂エミ　作曲：羽場仁志　編曲：信田かずお
11. 3日おくれのChristmas Card
作詞・作曲：中村望　編曲：信田かずお
12. Papillon
作詞・作曲：佐藤純子　編曲：信田かずお